# 중고

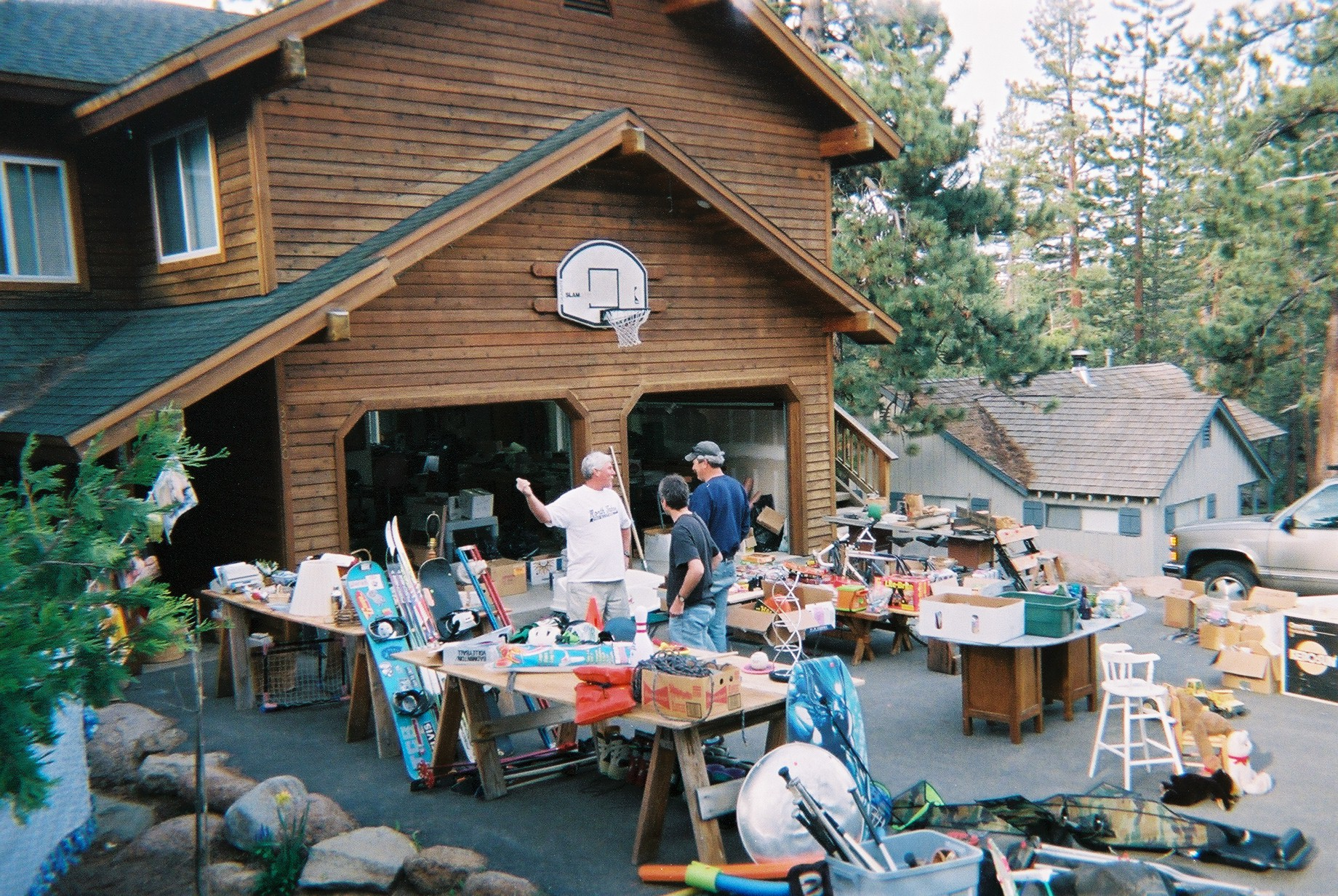
중고품을 파는 개러지 세일

중고(中古)는 한 번 소비자에 의해 이용되었으나 거래될 수 있는, 재차 이용이 가능한 것들을 일컫는 말이다. 대부분 중고라는 말이 붙은 단어는 상품으로서 거래가 가능한 것들이다. 주로 중고 시장을 통해 거래된다.

## 같이 보기
- 자선 가게
- 위탁판매
- 벼룩시장
- 프리거니즘
- 리셀러
- 역공학
- 2차 시장
- 새활용